# 超級機器人大戰系列參戰作品列表
超級機器人大戰系列參戰作品列表是家庭用遊戲超級機器人大戰系列中的登場作品一覽。在本系列中登場的作品被稱為參戰作品。
以下是各部超級機器人大戰作品的略稱。
DC戰爭系列
- 第2次 ＝ 第2次超級機器人大戰、第2次超級機器人大戰G、第2次超級機器人大戰FC
  - 第2次G ＝ 只指第2次超級機器人大戰G

- 第3次 ＝ 第3次超級機器人大戰
- EX ＝ 超級機器人大戰EX
- 第4次 ＝ 第4次超級機器人大戰、第4次超級機器人大戰S
  - F ＝ 超級機器人大戰F、超級機器人大戰F完結篇
    - F完結篇 ＝ 只指超級機器人大戰F完結篇

α系列
- α ＝ 超級機器人大戰α、超級機器人大戰α for Dreamcast
  - αDC版 ＝ 只指超級機器人大戰α for Dreamcast

- α外傳 ＝ 超級機器人大戰α外傳
- 第2次α ＝ 第2次超級機器人大戰α
- 第3次α ＝ 第3次超級機器人大戰α 終焉之銀河

Z系列
- Z ＝ 超級機器人大戰Z、超級機器人大戰Z Special Disk
- 第2次Z ＝ 第2次超級機器人大戰Z 破界篇、第2次超級機器人大戰Z 再世篇
  - 第2次Z 破界篇 ＝ 只指第2次超級機器人大戰Z 破界篇
  - 第2次Z 再世篇 ＝ 只指第2次超級機器人大戰Z 再世篇

- 第3次Z ＝ 第3次超級機器人大戰Z 時獄篇、第3次超級機器人大戰Z 天獄篇、第3次超級機器人大戰Z 連獄篇
  - 第3次Z 時獄篇 ＝ 只指第3次超級機器人大戰Z 時獄篇
  - 第3次Z 天獄篇 ＝ 只指第3次超級機器人大戰Z 天獄篇

COMPACT系列
- COMPACT ＝ 超級機器人大戰COMPACT、超級機器人大戰COMPACT for WonderSwanColor
- COMPACT2 ＝ 超級機器人大戰COMPACT2 第1部︰地上激動篇、超級機器人大戰COMPACT2 第2部︰宇宙激震篇、超級機器人大戰COMPACT2 第3部︰銀河決戰篇
  - IMPACT ＝ 超級機器人大戰IMPACT

- COMPACT3 ＝ 超級機器人大戰COMPACT3

任天堂手提機系列
- A ＝ 超級機器人大戰A、超級機器人大戰A PORTABLE
- R ＝ 超級機器人大戰R
- D ＝ 超級機器人大戰D
- J ＝ 超級機器人大戰J
- W ＝ 超級機器人大戰W
- K ＝ 超級機器人大戰K
- L ＝ 超級機器人大戰L
- UX ＝ 超級機器人大戰UX
- BX ＝ 超級機器人大戰BX

Scramble Commander系列
- SC ＝ 超級機器人大戰Scramble Commander
- SC2nd ＝ 超級機器人大戰Scramble Commander the 2nd

其他獨立作品
- 初代 ＝ 超級機器人大戰
- 新 ＝ 新超級機器人大戰、新超級機器人大戰Special Disk
- 64 ＝ 超級機器人大戰64、超級機器人大戰Link Battler
- MX ＝ 超級機器人大戰MX、超級機器人大戰MX Portable
- GC ＝ 超級機器人大戰GC、超級機器人大戰XO
- 無限 ＝ 無限邊疆 超級機器人大戰OG SAGA、無限邊疆EXCEED 超級機器人大戰OG SAGA
- NEO ＝ 超級機器人大戰NEO
- 學園 ＝ 超級機戰學園
- MO ＝ 超級機器人大戰Mobile
- CC ＝ 超級機器人大戰Card Chronicle
- OE ＝ 超級機器人大戰Operation Extend
- X-Ω ＝ 超級機器人大戰X-Ω
- V ＝ 超級機器人大戰V
- X ＝ 超級機器人大戰X
- T ＝ 超級機器人大戰T
- DD ＝ 超級機器人大戰DD
- 30 ＝ 超級機器人大戰30
- Y ＝ 超級機器人大戰Y

## 萬代南夢宮影像製作（原日昇）作品

### 高達系列
以宇宙世紀為舞台的高達系列
- 機動戰士高達（第1次、第2次、第3次、EX、第4次、F、COMPACT、64、COMPACT2、α、A、IMPACT、SC、GC、OE、30）
- 機動戰士Z GUNDAM（第1次、第2次、第3次、EX、第4次、F、COMPACT、64、COMPACT2、α、α外傳、A、IMPACT、R、第2次α、COMPACT3、D、SC、MX、GC、第3次α、SC2nd、Z、第2次Z、MO、OE、第3次Z、X-Ω、V、X、T、DD、30)
- 機動戰士高達ZZ（第1次、第2次、第3次、EX、第4次、F、COMPACT、64、COMPACT2、α、α外傳、A、IMPACT、R、第2次α、COMPACT3、D、SC、MX、GC、第3次α、OE、X-Ω、V、X、T)
- 機動戰士高達 馬沙之反擊（第1次、第2次、第3次、EX、第4次、新、F、COMPACT、64、COMPACT2、α、α外傳、A、IMPACT、R、第2次α、COMPACT3、D、SC、MX、GC、第3次α、SC2nd、Z、第2次Z、MO、第3次Z、X-Ω、V、X、T、DD、30、Y)
  - 機動戰士高達 馬沙之反擊 貝積加的子嗣（X、T、DD、30） - 另外α外傳、第2次α、D、第3次α中有一部份的機體登場。

- 機動戰士GUNDAM 閃光的哈薩維（V）
- 機動戰士高達0080：口袋中的戰爭（第3次、EX、第4次、F、COMPACT、COMPACT2、α、IMPACT、GC、OE、DD） - 另外第2次中只有一部份機體登場。
- 機動戰士GUNDAM F91（第1次、第2次、第3次、EX、第4次、F、COMPACT、64、COMPACT2、α、IMPACT、第2次α、X、DD）
- 機動戰士高達0083：星塵的回憶（第3次、EX、第4次、F、COMPACT、64、COMPACT2、α、α外傳、A、IMPACT、第2次α、第3次α、DD）
- 機動戰士V GUNDAM（第2次G、新、α、α外傳、D、30）
- 機動戰士海盜GUNDAM（第2次α、V、T）
  - 機動戰士海盜GUNDAM 骷髏之心（V、T）
  - 機動戰士海盜GUNDAM 鋼鐵之七人（V、X、T）

- 機動戰士高達 第08MS小隊（64、COMPACT2、A、IMPACT、SC、GC、OE）
- 機動戰士鋼彈UC（第3次Z、BX、V、DD）
- 機動戰士高達NT （30）

以宇宙世紀以外為舞台的高達系列
- 機動武鬥傳G GUNDAM（第2次G、新、F、64、A、IMPACT、R、MX、J、學園、NEO、OE、X-Ω、T、Y）
- 新機動戰記GUNDAM W（新、F、64、α、D、SC、第2次Z、OE）
  - 新機動戰記GUNDAM W 無盡的華爾茲（F完結篇、COMPACT、64、α、α外傳、A、R、第2次α、COMPACT3、SC、第3次α、W、SC2nd、學園、L、MO、第3次Z、X、X-Ω、DD、Y）

- 機動新世紀GUNDAM X（α外傳、R、Z、第2次Z、第3次Z 天獄篇）
- ∀GUNDAM（α外傳、Z、第2次Z、第3次Z 天獄篇）
- 機動戰士GUNDAM SEED（第3次α、J、W、K、L、MO、X-Ω、DD）
- 機動戰士GUNDAM SEED ASTRAY（W、學園）
  - 機動戰士GUNDAM SEED X ASTRAY（W、學園）

- 機動戰士GUNDAM SEED DESTINY（SC2nd、Z、K、學園、L、第2次Z、UX、OE、第3次Z、X-Ω、V、DD、Y）
- 機動戰士GUNDAM SEED FREEDOM（DD）
- 機動戰士GUNDAM SEED C.E.73-STARGAZER-（K、學園）
- 機動戰士GUNDAM 00（第2次Z、OE、X-Ω、DD）
- 劇場版 機動戰士GUNDAM 00 -A wakening of the Trailblazer-（UX、第3次Z、BX、V）
- SD GUNDAM三國傳 BraveBattleWarriors （UX）
- SD GUNDAM外傳（BX）
- 機動戰士鋼彈AGE（BX）
- GUNDAM G之復國運動（X）
- 機動戰士GUNDAM 鐵血的孤兒（DD、30）
- 機動戰士GUNDAM 水星的魔女（Y（第一季））

另外，《GUNDAM前哨戰》（第4次）、《機動戰士GUNDAM F90》（α）等雖然沒有被官方記述，但也有機體參戰。

### 富野由悠季監督作品
- 勇者雷登（第3次、第4次、新、COMPACT、COMPACT2、α、α外傳、IMPACT、SC、MX、第3次α、SC2nd、MO、DD、Y）[2]
- 無敵超人桑波特3（第4次、64、COMPACT2、A、IMPACT、R、Z、第2次Z、CC、第3次Z 天獄篇、V）
- 無敵鋼人泰坦3（第3次、第4次、F、COMPACT、64、COMPACT2、α、α外傳、A、IMPACT、R、第2次α、第3次α、Z、第2次Z、MO、CC、第3次Z 天獄篇、V、X、DD）
- 傳說巨神伊迪安（F、第3次α）
- 戰鬥裝甲Xabungle（α外傳、Z、第2次Z）
- 聖戰士丹拜因（EX、第4次、F、COMPACT、64、COMPACT2、α、IMPACT、COMPACT3、SC2nd、UX、OE、X-Ω、BX、X、T、DD、Y）
  - 聖戰士DUNBINE New Story of Aura Battler Dunbine（OE、BX、X、T、DD、Y） - 另外第4次、64、COMPACT2、COMPACT3中有一部份的機體登場。
  - 麟光之翼（UX）
- 重戰機L-Gaim（第4次、F、COMPACT、GC、OE、X-Ω、30、Y）
- 機動神腦（第2次α、J、學園）
- 帝皇戰紀（Z、K、學園、第2次Z、X-Ω）

### 高橋良輔監督作品
- 裝甲騎兵（第2次Z、OE、第3次Z、X-Ω、T、DD、30）
  - 裝甲騎兵 紅肩隊記錄 野心的根源（第2次Z、OE）
  - 裝甲騎兵 最後的紅肩隊（第2次Z、OE、T）
  - 裝甲騎兵 裴爾森密件（第2次Z、OE）
  - 裝甲騎兵 大決戰（第3次Z、T）
  - 裝甲騎兵 榮耀的異端（第3次Z）
  - 裝甲騎兵 幻影篇（第3次Z 天獄篇）
  - 裝甲騎兵 孤影再現（第3次Z 天獄篇）
- 機甲界（BX）
- 蒼之流星SPT雷茲納（新、64、GC、J、學園、OE、DD）

### 廣井王子原作作品
- 魔神英雄傳（X、X-Ω、DD）
- 魔動王（DD）
- 魔神創造傳（DD）

### 藍光人系列
- 絕對無敵（GC、NEO、OE、BX）[3]
- 元氣爆發（NEO、OE）
- 熱血最強（NEO、OE、X-Ω）
- 完全勝利（NEO、OE）

### 勇者系列
- 勇者凱撒（X-Ω）
- 勇者傳說（Y）
- 勇者特急隊（V、X、T、X-Ω）
- 勇者警察（30）
- 勇者王我王凱牙（第2次α、第3次α、W、学園、MO、BX、X-Ω、T、DD）
  - 勇者王GaoGaiGar Final（第3次α、W、學園、X-Ω、30）
  - 霸界王～GaoGaiGar對進化戰記～（30）
- 勇者宇宙索格雷達（DD）

### Code Geass系列作品
- Code Geass反叛的魯路修（第2次Z、MO、OE、X-Ω、DD）
  - Code Geass反叛的魯路修R2（第2次Z 再世篇、MO、第3次Z、OE、X-Ω、X、DD）
  - Code Geass 叛逆的魯魯修III 皇道（30、Y）
  - Code Geass 復活的魯路修（X-Ω、30、Y）
  - Code Geass 亡國的阿基德（X-Ω、DD）
  - Code Geass 雙貌的OZ（X-Ω、DD）
  - Code Geass 雙貌的OZ O2（X-Ω）

## 其他萬代南夢宮影像製作作品

### 日昇原創作品
- 無敵機械人 托萊達G7（新、GC、第2次Z、第3次Z、T）
- 最強機器人大王者（GC）
- 巨神GORG（BX）
- 機甲戰記威龍（A、MX、GC、X-Ω）
- 機動警察（OE）
  - 機動警察 劇場版（OE）[4]

- 疾風戰士（NEO）
- 霸王大系龍騎士（NEO、OE、X-Ω）
- 聖天空戰記（COMPACT3）
- 進化戰記（COMPACT3、X-Ω、DD）
- The Big O（D、Z、第2次Z、第3次Z、Y）[5]
- 星際牛仔（T）
- GEAR戰士電童（R、MX、X-Ω）
- Keroro軍曹（OE、X-Ω）
- CROSSANGE 天使與龍的輪舞（V、X、X-Ω）
- BUDDY COMPLEX（X、X-Ω）
  - BUDDY COMPLEX 完結篇 ―回到那片天空的未來―（X、X-Ω）
- 革命機Valvrave（X-Ω、DD）
- ZEGAPAIN（X-Ω、DD）
  - ZEGAPAIN ADP（DD）
- 超能奇兵（X-Ω）

### 8bit作品
- 騎士&魔法 (30)

## 原動力企劃作品
由原動力公司（永井豪）原作的作品。

### 鐵甲萬能俠系列
- 鐵甲萬能俠（第1次、第2次、第3次、EX、第4次、新、F、COMPACT、64、COMPACT2、α、α外傳、A、IMPACT、R、第2次α、COMPACT3、D、SC、MX、第3次α、SC2nd、Z、K、NEO、X-Ω）[6]
- 鐵甲萬能俠2號（第1次、第2次、第3次、EX、第4次、F、COMPACT、64、COMPACT2、α、α外傳、A、IMPACT、R、第2次α、COMPACT3、D、SC、MX、第3次α、SC2nd、Z、NEO、X-Ω）
- 金剛戰神（第2次、第3次、EX、第4次、64、COMPACT2、A、IMPACT、D、MX、Z、X-Ω、DD）
- 金剛戰神U（DD）
- 劇場版鐵甲萬能俠系列（第1次、第2次、第3次、EX、第4次、F、64、α、α外傳、IMPACT、R、MX）[7]
- 帝皇萬能俠（GC、J、W、學園、L、DD）
- 帝皇萬能俠 死鬥！暗黑大將軍（J、W、學園、L、Y）
- 帝皇萬能俠（原創版）（F完結篇、α、α外傳、第2次α、第3次α、X、30）
- 真鐵甲萬能俠 衝擊！Z 篇（第2次Z、MO、OE、第3次Z、BX、V、X）
- 真鐵甲萬能俠ZERO vs暗黑大將軍（V、X）
- 劇場版 無敵鐵金剛 / INFINITY（T、30）
- 帝皇萬能俠SKL（UX、BX）

### 三一萬能俠系列
- 三一萬能俠（第1次、第2次、第3次、EX、第4次、F、COMPACT、64、COMPACT2、α、α外傳、A、IMPACT、第2次α、SC、MX、第3次α）
- 三一萬能俠G（第1次、第2次、第3次、EX、第4次、F、COMPACT、64、COMPACT2、α、α外傳、A、IMPACT、第2次α、COMPACT3、SC、MX、第3次α、W、SC2nd、Z）
- 真三一萬能俠（日语：真ゲッターロボ）（第4次、新、F、COMPACT、64、COMPACT2、α、α外傳、A、IMPACT、第2次α、COMPACT3、第3次α、W）
- 真三一萬能俠 世界最後之日（D、學園、第2次Z、OE、第3次Z、V、T、DD、30）[8]
- 真三一萬能俠對NEO三一萬能俠（R、GC）
- 新蓋特機器人（NEO）
- 蓋特機器人ARC（DD、Y）
- 三一萬能俠DEVOLUTION ～宇宙最後3分鐘～ （30)

### 其他原動力企劃作品
- 鋼鐵吉克（第2次α、第3次α、DD、Y）
- 鋼鐵神吉克（K、學園、L、DD）
- 獅虎獸神（NEO、OE、X-Ω、DD）

## 東映系列作品

### 長濱浪漫機器人系列
由長濱忠夫擔任總監督的「長濱浪漫機器人系列」與其他有關動畫作品。由東映母公司制作。
- 超電磁機器人 孔巴德拉V（第3次、第4次、F、64、COMPACT2、α、α外傳、A、IMPACT、R、第2次α、COMPACT3、SC、第3次α、J、SC2nd、學園、L、MO、X-Ω、DD、30、Y）
- V型電磁俠（新、α、α外傳、A、R、第2次α、第3次α、J、學園、L、MO、X-Ω、DD、30）
- 波羅五號：傳承（DD）
- 鬥將大武士（第4次、COMPACT、A、第2次α、MX、第3次α、MO、DD）
- 巨獸王（D、GC、X-Ω、DD）

### 東映作品（除了長濱浪漫機器人）
- 宇宙大帝（Z、第2次Z）
- 百獸王（W、學園）

### 東映動畫作品（除了原動力企劃作品）
- 大空魔龍（新、第2次α、第3次α、MO）
- 新大空魔龍（K、學園、L）
- 我們的青春的阿爾卡迪亞 無限軌道SSX（T）
- 樂園追放 -Expelled from Paradise-（T、X-Ω）

### 東映特攝作品
- 恐龍戰隊獸連者（X-Ω）
- 海賊戰隊豪快者（X-Ω）
- 機界戰隊全開者（DD）
- 風都偵探 假面騎士SKULL的肖像（Y）

## 葦PRODUCTION作品
- 宇宙戰士（Z、第2次Z、X-Ω）
- 戰國魔神豪將軍（EX、第4次、F、64、第2次α、第3次α、NEO、OE、X-Ω）
- 超獸機神斷空我（第4次、新、F、COMPACT、64、COMPACT2、α、α外傳、IMPACT、SC、GC、第3次α、J、SC2nd、學園、第2次Z、MO、OE、X-Ω、30）
  - 獸裝機攻斷空我NOVA（L、第2次Z、UX、第3次Z、X-Ω）
- 天威勇士（COMPACT2、IMPACT、MX、X-Ω）
- NG騎士檸檬汽水&40（NEO、OE、X-Ω）

## 超時空系列（BIG WEST）作品
超時空要塞系列
- 超時空要塞（α、α外傳）
  - 超時空要塞 愛、還記得嗎？（α、α外傳、第3次α、SC2nd）

- Macross Plus（α、α外傳、第3次α）
- 超時空要塞7（D、第3次α、第2次Z 再世篇、第3次Z）
  - Macross Dynamite 7（第2次Z 再世篇、第3次Z）

- Macross Zero（SC2nd）
- 超時空要塞Frontier（L、第2次Z、OE）
  - 劇場版 Macross F 虛空歌姬（第2次Z 破界篇、UX、第3次Z、BX）
  - 劇場版 Macross F 戀離飛翼（第2次Z 再世篇、UX、第3次Z、BX）

- 超時空要塞30 連繋銀河的歌聲（BX）
- 超時空要塞Δ（X-Ω、Y）
  - 劇場版 超時空要塞Δ 激情的女武神（X-Ω、Y）

其他超時空系列
- 超時空世紀（Z、第2次Z、第3次Z）

## SATELIGHT作品
- 創聖大天使（Z、第2次Z、第3次Z 天獄篇、X-Ω）
- 創聖機械天使EVOL（第3次Z、X-Ω）
- 重神機潘多拉（X-Ω）

## GAINAX/Khara作品
庵野秀明監督作品
由庵野秀明擔任監督的作品。
- 飛越巔峰（F、α、第3次α、MO、第3次Z、X-Ω、T）
  - 飛越巔峰2（第3次Z 天獄篇）

- 海底兩萬哩（X）
- 新世紀福音戰士（F、α、SC、MX、第3次α）
  - 新世紀福音戰士劇場版：Air/真心為你（α、SC、MX、第3次α）

- 福音戰士新劇場版（L、X-Ω）
  - 福音戰士新劇場版：序（MO、CC、第3次Z、X-Ω、V、DD）
  - 福音戰士新劇場版：破（MO、CC、第3次Z、V、DD）
  - 福音戰士新劇場版：Q（第3次Z 天獄篇、V）

其他GAINAX作品
- 天元突破紅蓮螺巖（第2次Z、OE、第3次Z、X-Ω）
  - 劇場版 天元突破紅蓮螺巖 紅蓮篇（第2次Z、MO）
  - 劇場版 天元突破紅蓮螺巖 螺巖篇（第2次Z 再世篇、第3次Z、X）

## AIC系列作品
AIC作品
- 無限地帶23（D）
- 破邪大星彈劾凰（COMPACT2、IMPACT、K、學園）
- 冥王計劃志雷馬（MX、J、學園）
- 戰鬥吧！！伊庫薩1（L）
- 冒險！伊庫薩3（L）
- 風暴戰士ORGUN（W、學園）

AIC A.S.T.A.作品
- 神魂合體（SC2nd、K、學園、L）
- 槍與劍（K、學園、T、30、X-Ω）

## 國際映畫社作品
J9系列
- 銀河旋風（α外傳、GC、NEO、Y）
- 銀河烈風（GC）
- 銀河疾風（GC）

其他國際映畫社作品
- 魔境傳說（COMPACT3）

## GONZO作品
- 超重神GRAVION（Z、第2次Z 再世篇）
  - 超重神GRAVION Zwei（Z、第2次Z、X-Ω）
- 驚爆危機（J、W、學園、第3次Z、X-Ω、V、DD）
  - 驚爆危機？校園篇（J、W、學園、第3次Z、V）
  - 驚爆危機！The Second Raid（W、學園、第3次Z、V）
  - 驚爆危機（原作小說版）（第3次Z 天獄篇、V）
- 武裝機甲（L）
  - 武裝機甲（原作漫畫版）（UX、CC）[12]

## XEBEC/Production I.G作品
- 機動戰艦撫子（A、IMPACT、R、MX、J、W、BX）
  - 機動戰艦撫子 -The prince of darkness-（R、MX、W、學園、V、T、DD）
- 地球防衛企業（第2次Z、第3次Z）
- 索斯機械獸（OE）
  - 索斯機械獸III（OE）
  - 索斯機械獸V（K、學園、OE）
- 蒼穹之戰神（K、學園、UX）
  - 蒼穹之戰神 HEAVEN AND EARTH（UX）
- 翠星上的加爾岡緹亞（第3次Z 天獄篇、X-Ω）
- 宇宙戰艦大和號2199（V）

## BONES作品
- 翼神世音（MX、SC2nd）
- 交響詩篇（Z、X-Ω）
  - 交響詩篇艾蕾卡7 口袋裏的彩虹（第2次Z）
- HEROMAN（UX）

## 横山光輝原作作品
- 太陽的使者 鐵人28號（第2次Z 再世篇、第3次Z）
- 六神合體（64、D、第2次Z、第3次Z）
- 機械巨神 地球靜止之日（64、α）

## 圓谷菲爾茲控股（日语：円谷フィールズホールディングス）作品
菲爾茲作品
- 銀河機攻隊 莊嚴皇子 (X-Ω、30、Y)
  - 劇場版 銀河機攻隊 ～覺醒的基因～（30）

- Active Raid－機動強襲室第八係－（DD）

圓谷製作作品
- SSSS.GRIDMAN （30、DD）
- SSSS.DYNAZENON（Y）

## 卡普空/世嘉公司遊戲作品
- 機甲世紀G Breaker（αDC版）
- 電腦戰機 VIRTUAL-ON系列
  - 電腦戰機VIRTUAL-ON ORATORIO TANGRAM（第3次α）
  - 電腦戰機VIRTUAL-ON MARZ（第3次α、K、學園）
  - 「電腦戰機 VIRTUAL-ON」系列 飛燕HD（UX）
  - 魔法電腦戰機（X-Ω）
- Xenosaga（無限）
- 南夢宮X卡普空（無限）
- 櫻花大戰系列   (X-Ω、30)
- 洛克人（X-Ω）

## 其他動畫及遊戲作品
1970年代
- 合身戰隊美甘達（COMPACT3）

1980年代
- 忍者戰士飛影（COMPACT2、IMPACT、UX、X-Ω）
- （DD）

1990年代
- 宇宙騎士BLADE（J、W）
  - 宇宙騎士BLADE II（W）

- 蠟筆小新（X-Ω）
- 狂飆騎士 LIVE A LIVE （DD（近未來編））
- 魔法騎士（T、30）

2000年代
- 機神咆吼（UX）
- 電腦冒險記(DD)

2010年代
- 破刃之劍 （DD）
- 新幹線戰士 (X-Ω)
  - 劇場版新幹線戰士：來自未來的神速ALFA-X（30）

- 黑骸（DD）
- ALDNOAH.ZERO （DD）
- 健全機鬥士（X-Ω）
- 佐賀偶像是傳奇（X-Ω）

2020年代
- 勇氣爆發Bang Bravern（DD）
- 哥吉拉 奇異點（Y）